# 동화지만 청불입니다
《동화지만 청불입니다》는 2025년 1월 8일에 개봉한 대한민국의 코미디 영화이다. 

## 제작진

### 제작사
- 골드독엔터테인먼트

### 공동제작사
- 스튜디오애닉

### 제공
- 미디어캔

### 배급
- 미디어캔

- 영화특별시SMC

### 감독
- 이종석 : ( 영화 《더 킥》(감독&각본), 영화 《국제시장》(조감독), 영화 《히말라야》(각색), 영화 《협상》(감독), 영화 《방관자들》(감독) 등 연출 및 집필 )

### 각본
- 윤주훈

### 각색
- 권유선

## 출연

### 주연
- 박지현 : 윤단비 역
- 시원 : 강정석 역
- 성동일 : 황창섭 역

### 조연
- 박호산 : 윤광철 역
- 이시엘 : 가람 역
- 경찬 : 조정부원 1 역
- 박철민 : 팀장 역
- 건일 : 야설마왕 역
- 황세온 : 채영 역
- 설우인 : 정혜 역
- 김영아 : 진경 역
- 남중규 : 안경 역
- 곽자형 : 두원 역
- 김창환 : 희철 역
- 이정형 : 하늘 역
- 문진승 : 희민 역
- 황현빈 : 기획팀장 역
- 김서라 : 혜진(단비 모) 역

## 참고 사항
- 당초 어른동화 란 제목으로 제작됐으나, 개봉 준비 과정에서 성스러운 그녀[1], 최종적으로 지금의 제목으로 변경되었다.
- 당초 2024년 12월 12일로 제작보고회가 예정 되어 있었으나 2일 전인 12월 10일, 갑작스레 제작사가 내부 사정을 이유로 취소 및 무기한 연기 소식을 밝혔고, 이에 대해 이 영화 또한 계엄 시국의 영향을 받은 것으로 보는 의견이 많다.[2]
- 계엄 정국의 여파로 제작보고회가 취소된 것에 이어, 이번엔 제주항공 2216편 활주로 이탈 사고로 인한 국가애도기간 선포의 여파로 제작사는 보도자료를 통해 2025년 1월 3일로 예정 되어 있던 기자간담회의 취소 소식[3]을 전했다.
- 박지현은 이 영화를 준비하며 19금 웹소설을 직접 찾아보기도 했다고 밝혔다.[4]